# Purcelliana problematica
Espèce
Purcelliana problematica est une espèce d'araignées aranéomorphes de la famille des Prodidomidae.

## Distribution
Cette espèce est endémique du Cap-Occidental en Afrique du Sud,. Elle se rencontre vers Prince Albert et la réserve naturelle d'Anysberg.

## Description
Le mâle holotype mesure 2,4 mm.
Le mâle décrit par Rodrigues et Rheims en 2020 mesure 2,42 mm.

## Systématique et taxinomie
Cette espèce a été décrite par Cooke en 1964.

## Publication originale
- Cooke, 1964 : « A revisionary study of some spiders of the rare family Prodidomidae. » Proceedings of the Zoological Society of London, vol. 142, no 2, p. 257-305.